# Distrito de Słubice
Słubice (polaco: powiat słubicki) es un distrito (powiat) del voivodato de Lubusz (Polonia). Fue constituido el 1 de enero de 1999 como resultado de la reforma del gobierno local de Polonia aprobada el año anterior. Limita al oeste con Alemania y al norte, al este y al sur con otros tres distritos de Lubusz: Gorzów, Sulęcin y Krosno Odrzańskie, respectivamente. Está dividido en cinco municipios (gmina): cuatro urbano-rurales (Cybinka, Ośno Lubuskie, Rzepin y Słubice) y uno rural (Górzyca). En 2011, según la Oficina Central de Estadística polaca, el distrito tenía una superficie de 999,29 km² y una población de 46 516 habitantes.